# Frettes
Frettes est une ancienne commune de la Haute-Marne ; elle a été rattachée au département de la Haute-Saône, puis à la commune de Champlitte en 1974.

## Histoire
Le 1er juillet 1974, la commune de Frettes est rattachée à celle de Champlitte sous le régime de la fusion-association.

## Politique et administration
| Période                                  | Période  | Identité       | Étiquette | Qualité |
| ---------------------------------------- | -------- | -------------- | --------- | ------- |
|                                          | En cours | Nicole CLERGET |           |         |
| Les données manquantes sont à compléter. |          |                |           |         |

## Démographie
| 1793 | 1800 | 1806 | 1821 | 1831 | 1836 | 1841 | 1846 | 1851 |
| ---- | ---- | ---- | ---- | ---- | ---- | ---- | ---- | ---- |
| 561  | 564  | 613  | 673  | 616  | 662  | 635  | 620  | 655  |

| 1856 | 1861 | 1866 | 1872 | 1876 | 1881 | 1886 | 1891 | 1896 |
| ---- | ---- | ---- | ---- | ---- | ---- | ---- | ---- | ---- |
| 553  | 552  | 522  | 485  | 472  | 456  | 447  | 444  | 405  |

| 1901 | 1906 | 1911 | 1921 | 1926 | 1931 | 1936 | 1946 | 1954 |
| ---- | ---- | ---- | ---- | ---- | ---- | ---- | ---- | ---- |
| 386  | 351  | 339  | 270  | 254  | 223  | 235  | 257  | 226  |

| 1962 | 1968 | - | - | - | - | - | - | - |
| ---- | ---- | - | - | - | - | - | - | - |
| 199  | 209  | - | - | - | - | - | - | - |

## Lieux et monuments
- Fontaines, lavoirs et calvaires
- Église